# Ulica Dworcowa w Bydgoszczy
Ulica Dworcowa – jedna z głównych ulic miejskich położonych na terenie Śródmieścia w Bydgoszczy.

## Położenie
Ulica znajduje się w zachodniej części Śródmieścia Bydgoszczy. Rozciąga się od skrzyżowania z ulicą Gdańską do skrzyżowania z ul. Zygmunta Augusta, gdzie mieści się dworzec Bydgoszcz Główna.

## Historia

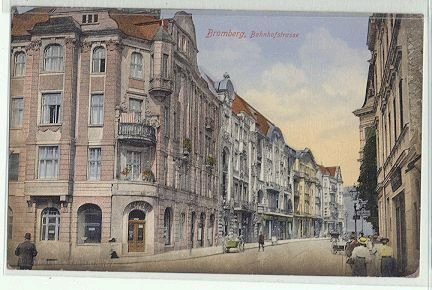
Ulica Dworcowa w 1914 roku

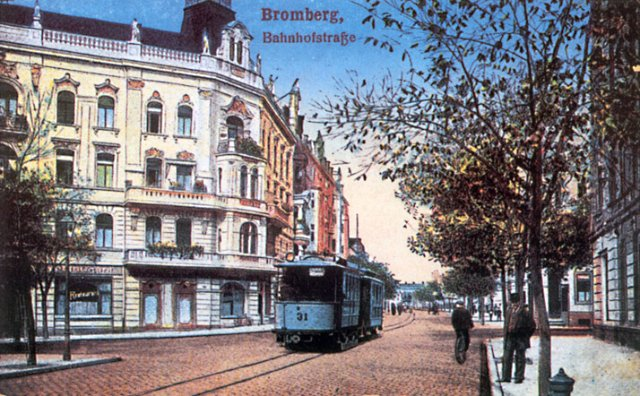
Skrzyżowanie z ulicą Królowej Jadwigi w 1915 roku

Do 1851 była to polna droga prowadząca z Bydgoszczy do Koronowa. Rozwój ulicy nastąpił z chwilą wybudowania w 1851 dworca kolejowego oraz włączenia w obręb miasta gminy Bocianowo (niem. Brenkenhoff).
Na planie miasta z 1861 zabudowa ul. Dworcowej jest rozproszona, tworząc zwarte pierzeje w kilku miejscach, natomiast w pełni zwarta zabudowa ulicy powstała na początku XX w. Postępowała zwłaszcza zabudowa kwartałów przyległych do ul. Gdańskiej i dworca kolejowego, gdzie rozwijało się budownictwo hotelowe.
Pod koniec XIX w. ulica miała charakter przemysłowo-handlowy. W jej otoczeniu kwitł handel, rozwijały się warsztaty rzemieślnicze oraz gastronomia. Zabudowania i składy przemysłowe zajęły obszar między ulicą a rzeką Brdą, natomiast w kamienicach położonych wzdłuż ulicy znajdowały się mieszkania i sklepy. Do największych przedsiębiorstw w otoczeniu ul. Dworcowej należały:
- Fabryka Sygnałów Kolejowych,
- cegielnia Neumanna,
- drukarnia Emila i Hermanna Dittmannów[4].

W latach 1890–1914 kamienice wzdłuż ulicy przebudowywano na trzy- i czteropiętrowe budynki o bogato zdobionych fasadach, w związku z czym ulica stała się jedną z najbardziej reprezentacyjnych w mieście. Na końcowym odcinku ulicy przylegającym do dworca kolejowego istniało pięć hoteli, urządzonych w kamienicach.
Od 1888 po ulicy zaczęły kursować tramwaje, początkowo konne, a od 1896 elektryczne. Od dworca kolejowego do ul. Gdańskiej, przez całą długość ulicy przebiegała linia „A” zwana czerwoną, której oznaczenie od 1948 zamieniono na cyfrowe. W 1990 ruch tramwajów zawieszono ze względów technicznych. Od tego czasu ranga ulicy podupadła, czemu władze miasta usiłowały zaradzić poprzez rewitalizację ulicy oraz częściowe przywrócenie ruchu tramwajowego.

## Nazwy
Ulica w przekroju historycznym posiadała następujące nazwy:
- 1852–1920 – Bahnhofstraße
- 1920–1939 – Dworcowa
- 1939–1945 – Albert-Forster-Straße
- od 1945 – Dworcowa

## Sławni mieszkańcy
Przy ulicy Dworcowej mieszkali m.in.:
- Marian Rejewski – kryptolog, który złamał szyfr Enigmy podczas II wojny światowej;
- Andrzej Szwalbe – animator życia muzycznego Bydgoszczy, budowniczy filharmonii, opery, galerii sztuki, inicjator powstania dzielnicy muzycznej w Bydgoszczy;
- Heinrich Böll – pisarz noblista, mieszkał przy ul. Dworcowej w 1940;
- por. Alojzy Błażyński – pilot i instruktor lotniczy, który wsławił się brawurową ucieczką z armii niemieckiej w 1919.

## Charakterystyka
Ulica Dworcowa w Bydgoszczy ma długość 1242 m i niemal w całości jest zabudowana stylowymi kamienicami. Uznawana jest za jedną z ważniejszych pod względem historycznym i funkcjonalnym ulicę Śródmieścia Bydgoszczy.
Pierzeje ulicy Dworcowej stanowią w większości kamienice czynszowe wzniesione w latach 1860-1914 w stylach: eklektyzmu, neorenesansu, klasycyzującego baroku, secesji i modernizmu klasycyzującego.
Krajobraz architektoniczny ulicy jest dość zróżnicowany. Sąsiadują tutaj ze sobą domy mieszkalne o różnej skali i stylistyce. Najstarsze budynki wzniesiono w stylu klasycznym – zazwyczaj o prostych, symetrycznych fasadach i skromnej dekoracji. W ostatniej ćwierci XIX w. zaczęto stawiać domy w tonacjach neorenesansowych, manierystycznych i neobarokowych. Najokazalsze kamienice powstały w pierwszym piętnastoleciu XX w. Wznoszono je w stylach zrywających z historyzmem – secesji i wczesnego modernizmu. W latach 1886–1889 wzniesiono budynek Dyrekcji Kolei Wschodniej, który był najokazalszym obiektem użyteczności publicznej nie tylko przy ulicy Dworcowej, ale również w całym mieście.
Przy ulicy swoje dzieła zostawiło wielu bydgoskich i berlińskich architektów. Jednak w odróżnieniu do ulicy Gdańskiej, gdzie aż 29 realizacji jest autorstwa dwóch architektów (Święcickiego i Weidnera), przy Dworcowej zostawili oni zaledwie cztery swoje dzieła.
Najokazalsze kamienice czynszowe w typie wielkomiejskim znajdują się w południowej pierzei ulicy, w środkowej i tylnej jej części. W rejestrze zabytków znajdują się dwa obiekty położone przy ulicy Dworcowej.
Do ważniejszych budynków użyteczności publicznej położonych przy ul. Dworcowej należą:
- Budynek Dyrekcji Kolei w Bydgoszczy,
- Archiwum Państwowe,
- Izba Skarbowa,
- hotele[11]:
  - „Asystenta” (ul. Dworcowa 79, powstały w 1889 dawny „Schliep’s Hotel”, „Metropol” w kamienicy z 1870),
  - „Centralny” (ul. Dworcowa 85, powstały w 1901, dawny Hotel „Viktoria” w kamienicy z 1876),
  - „Brda” (powstały w latach 1968–1972).

## Rewitalizacja
Ulica Dworcowa stanowi jedną z najważniejszych ulic Śródmieścia Bydgoszczy, którą w większym stopniu, niż inne arterie dotknęły problemy restrukturyzacyjne. Niekorzystnie dla wizerunku ulicy przyczyniły się zwłaszcza: likwidacja linii tramwajowej, spadek znaczenia kolei oraz przeprowadzka ekskluzywnych sklepów do centrów handlowych.
W 2009 w Lokalnym Planie Rewitalizacji Miasta Bydgoszczy zapisano projekt pod nazwą „Rewitalizacja ulicy Dworcowej”. Jego koszt opiewa na 6,4 mln zł. Uzyskał on dofinansowanie unijne w wysokości 4,2 mln zł w ramach Regionalnego Programu Operacyjnego Województwa Kujawsko-Pomorskiego na lata 2007–2013. Projekt obejmował modernizację ul. Dworcowej na ciąg pieszo-jezdny oraz wprowadzenie zieleni i małej architektury na odcinku od ul. Gdańskiej do ul. Matejki. Dodatkowo na odcinku od ul. Matejki do dworca kolejowego, w ramach oddzielnego projektu odtworzona została komunikacja tramwajowa, zaś przy ul. Marcinkowskiego, w bezpośrednim otoczeniu ul. Dworcowej przebudowano siedzibę Miejskiego Ośrodka Kultury, w zabytkowym budynku autorstwa Fritza Weidnera.
W II dekadzie XXI wieku prezydent Bydgoszczy wydał nakaz wykonania remontów budynków, oznaczonych numerami 10, 12, 17, 33, 49, 60 i 89. W 2018 przeprowadzono na tej podstawie remont budynków nr 39, 41 i 48 (z końca XIX w.).
W 2019 pracami remontowymi objęto kamienice nr 23 (z końca XIX w.), 57, 62 i 96.

## Komunikacja
Od 2012 na ul. Dworcowej kursują tramwaje na odcinku od ul. Matejki do ul. Zygmunta Augusta, skręcające następnie do nowej pętli przy ul. Rycerskiej. Aktualnie kursują tutaj linie nr 5, 8 i 9. Ponadto na odcinku między Dworcem Głównym a ul. Królowej Jadwigi kursują linie autobusowe (54, 57, 67, 71, 77, 79, 80, 31N, 33N).

## Ważniejsze obiekty
| Nr  | Obiekt                       | Adres                                 | Lata budowy      | Budowniczy                      | Styl architektoniczny                                               | Wpisany do rejestru zabytków | Uwagi | Zdjęcie |  |
| --- | ---------------------------- | ------------------------------------- | ---------------- | ------------------------------- | ------------------------------------------------------------------- | ---------------------------- | --- | ------- |  |
| 1.  | Dom Towarowy „Jedynak”       | ul. Gdańska 15 – róg Dworcowej        | 1910–1911        | Otto Walter                     | modernizm                                                           | T                            | jeden z najstarszych domów towarowych w Polsce |         |  |
| 2.  | Kamienica                    | ul. Dworcowa 2 – róg Pomorskiej       | 1884             |                                 | eklektyzm                                                           | N                            | kamienica narożna z arkadami |         |  |
| 3.  | Kamienica                    | ul. Dworcowa 3                        | 1893–1894        | Carl Stampehl                   | neomanieryzm                                                        | N                            | od 1941 do 26 marca 2016 w kamienicy nieprzerwanie działał zakład fryzjerski o powierzchni niemal 300 m kw., założony w czasie wojny przez dwóch braci – Niemców. Na parterze obsługiwano mężczyzn, a na piętrze kobiety. W okresie PRL był to jeden z dwóch działających w mieście zakład luksusowy klasy S (drugim był Kosmyk przy ul. Gdańskiej). Zakład zlikwidowano z powodu braku personelu. W 2022 otwarte tu zostanie Bydgoskie Centrum Seniora |         |  |
| 4.  | Kamienica                    | ul. Dworcowa 4                        | 1887             | Józef Święcicki                 | eklektyzm                                                           | N                            | na parterze oddział Banku Millenium |         |  |
| 5.  | Kamienica                    | ul. Dworcowa 5                        | poł. XIX w.      |                                 | eklektyzm                                                           | N                            | piętrowa; 4 listopada 2016 odsłonięto tablicę pamiątkowa ku czci adwokata Bronisława Potockiego |         |  |
| 6.  | Kamienica                    | ul. Dworcowa 6                        | 3 ćw. XIX w.     |                                 | eklektyzm                                                           | N                            | |         |  |
| 7.  | Kamienica                    | ul. Dworcowa 7                        | 3 ćw. XIX w.     |                                 | eklektyzm                                                           | N                            | dwupiętrowa |         |  |
| 8.  | Kamienica                    | ul. Dworcowa 8                        | 1893-1906        |                                 | neorenesans                                                         | N                            | na szczycie kamienicy, tralkowa balustrada oraz trójkątny fronton z tympanonem, w którym umieszczono rzeźby alegoryczne |         |  |
| 9.  | Kamienica Otto Pffeferkorna  | ul. Dworcowa 12                       | 1909             | Fritz Weidner                   | styl Landhaus                                                       | N                            | pierwszy właściciel kamienicy był założycielem Bydgoskiej Fabryki Mebli |         |  |
| 10. | Kamienica Apro               | ul. Dworcowa 13                       | 2011             |                                 | Funkcjonalizm                                                       | N                            | kamienica z apartamentami i lokalami użytkowymi |         |  |
| 11. | Kamienica                    | ul. Dworcowa 14                       | 1899             |                                 | neorenesans                                                         | N                            | |         |  |
| 12. | Kamienica                    | ul. Dworcowa 15                       | 1877 lub 1902    | Emil Pohl                       |                                                                     | N                            | trzypiętrowa; w 2018 firma Ekobud z Grudziądza zrealizowała odnowienie frontu, docieplenie ścian i wymianę stolarki okiennej. Czterokondygnacyjna kamienica została zbudowana dla kupca Otto Kramera i znajduje się w gminnej ewidencji zabytków. Pierwotnie dobudowane były do niej oficyny parterowe i dwupiętrowe, które nie przetrwały do dziś. Na elewacji zachowały się sztukaterie. |         |  |
| 13. | Kamienica                    | ul. Dworcowa 16                       | 1875             |                                 | neorenesans                                                         | N                            | dwupiętrowa |         |  |
| 14. | Kamienica narożna            | ul. Dworcowa 19 – róg Warmińskiego    | 1880             | Albert Rose                     | eklektyzm                                                           | T                            | Budynek składa się z trzech kondygnacji i powstał na planie litery L. Elewację zdobi boniowany parter, naczółki, gzymsy, pilastry i inne detale. W 1887 nieruchomość kupił Otto Pfefferkorn, a w 1910 następny właściciel budynku Carl Muller urządził w nim hotel Reichshof, od 1921 po ogłoszonym konkursie na najlepszą nazwę funkcjonujący jako Hotel Goplana, od 1922 jako Hotel Boston, w latach 1932-1939 Hotel Gastronomia z restauracją i winiarnią, w latach 1939–1945 Jensen, a po 1945 Hotel Śródmiejski. Obecnie jest to kamienica mieszkalna mieszcząca m.in. konsulat honorowy RFN. W l. 2018–2019 przeprowadzono remont konserwatorski elewacji frontowych obiektu (koszt 469 tys. zł). 19 września 2020 otwarto sklep z żywnością ze wschodniej Europy.                                                      |         |  |
| 15. | Kamienica                    | ul. Warmińskiego 18 – róg Dworcowej   | 1905             | Carl Rose                       | eklektyzm                                                           | N                            | w okresie międzywojennym siedziba Banku Gospodarstwa Krajowego, obecnie siedziba Izby Skarbowej w Bydgoszczy |         |  |
| 16. | Kamienica                    | ul. Dworcowa 22                       | 4 ćw. XIX w.     |                                 | eklektyzm                                                           | N                            | od 1990 funkcjonuje tu jedna z pierwszych pizzerii w Bydgoszczy (Pizzeria AMBAR) |         |  |
| 17. | Kamienica                    | ul. Dworcowa 25                       | 1894             |                                 | neorenesans                                                         | N                            | okna rozmieszczone symetrycznie, ujęte pilastrami i zwieńczone trójkątnymi naczółkami |         |  |
| 18. | Kamienica                    | ul. Dworcowa 27                       | 3 ćw. XIX w.     |                                 | eklektyzm                                                           | N                            | dwupiętrowa |         |  |
| 19. | Kamienica                    | ul. Dworcowa 31                       | 1881             | H. Jenisch i Scheithauer        | neorenesans francuski i północnoeuropejski                          | N                            | połączenie form renesansu północnego z francuską formą dachu mansardowego |         |  |
| 20. | Kamienica                    | ul. Dworcowa 33                       | 1891             |                                 | neorenesans                                                         | N                            | mieści m.in. filię Wojewódzkiej i Miejskiej Biblioteki Publicznej w Bydgoszczy |         |  |
| 21. | Kamienica Aleksandra Theila  | ul. Dworcowa 39 – róg Marcinkowskiego | 1890             | Józef Święcicki                 | neorenesans                                                         | N                            | wyróżnia ją ornamentalne malowidło między oknami pierwszego piętra, od strony ul. Dworcowej. Wcześniejszy budynek mieścił część nadawczą poczty kolejowej |         |  |
| 22. | Kamienica                    | ul. Dworcowa 40                       | 1890             | Karl Stampehl                   |                                                                     | N                            | Od początku istnienia na parterze znajdowały się sklepy, a na wyższych kondygnacjach mieszkania. Budynek posiada symetryczną elewację frontową. Zdobią je między innymi boniowany parter, gzymsy, pilastry, nadokienniki oraz wiele detali, jak motywy roślinne czy głowa Hermesa nad wejściem. W 2017 poddana zabiegom renowacyjnym, m.in. elewacji. |         |  |
| 23. | Kamienica narożna            | ul. Dworcowa 41 – róg Marcinkowskiego | 1904             | Erich Lindenburger              | eklektyzm                                                           | N                            | fasada budynku posiada elementy neobaroku i wczesnego modernizmu; kamienica została spalona w styczniu 1945, tracąc wówczas narożnikową wieżę |         |  |
| 24. | Kamienica                    | ul. Dworcowa 45                       | 1906             | Erich Lindenburger              | secesja                                                             | N                            | kompozycje elewacji są ujęte rzędami loggii i ryzalitów podkreślonych lizenami z falistymi zwieńczeniami, otwory okienne i portale o falujących, owalnych wykrojach, podobieństwo do secesyjnych kamienic w Monachium |         |  |
| 25. | Kamienica                    | ul. Dworcowa 47                       | 1906             | Erich Lindenburger              | eklektyzm z elementami secesji (np. stolarka i wewnętrzne witraże). | N                            | secesja monachijska |         |  |
| 26. | Kamienica                    | ul. Dworcowa 49                       | 1908             |                                 | secesja                                                             | N                            | budynek posiada nieregularną, falistą linię fasady. Początkowo jeden z ryzalitów zwieńczony był kopułą. W 2017 poddany remontowi. Liczne elementy zdobnicze, na których znajduje się m.in. data powstania domu. |         |  |
| 27. | Kamienica narożna            | ul. Dworcowa 50, róg Sienkiewicza     | 1895             |                                 | neorenesans                                                         | N                            | wystrój nawiązujący do renesansu północnego, charakterystycznego dla architektury Niderlandów i północnych Niemiec: mansardowy dach z facjatami w typie północnym, imitacje kamiennych ciosów w tynku, licowanie cegłą, sterczyny, rollwerk, kaboszony. |         |  |
| 28. | Kamienica Ludwiga Schultza   | ul. Dworcowa 54                       | 1893–1894        | Józef Święcicki                 | manieryzm północnoeuropejski                                        | N                            | wyjątkowa kamienica o bardzo wąskim korpusie, ze skrzydłem bocznym i wejściem w elewacji bocznej |         |  |
| 29. | Kamienica                    | ul. Dworcowa 55                       | pocz. XX wieku   |                                 | historyzm malowniczy                                                | N                            | trzykondygnacyjny budynek, z dwoma symetrycznymi wykuszami oraz balkonami na wysokości pierwszego i drugiego piętra. Nad wejściem zachowały się płaskorzeźby. W 2019 przeprowadzono remont fasady |         |  |
| 30. | Kamienica                    | ul. Dworcowa 56                       | 1903-1904        |                                 | eklektyzm                                                           | N                            | |         |  |
| 31. | Kamienica                    | ul. Dworcowa 57                       | 1902-1903        | Heinrich Gelzer                 | historyzm malowniczy                                                | N                            | 4-kondygnacyjna kamienica, zbudowana na planie prostokąta, od strony frontowej posiada stromy dach pokryty dachówką ceramiczną (karpiówką). Do budynku frontowego dobudowana jest również 4-kondygnacyjna oficyna oraz parterowy budynek gospodarczy. Elewacja jest utrzymana w stylu historyzmu malowniczego. Od północnej strony w elewację wkomponowano trapezowy wykusz. Zachowały się na niej również sztukaterie stanowiące w większości obramienia okien oraz gzymsy. W centralnej części fasady znajdują się balkony z ozdobnymi balustradami. |         |  |
| 32. | Kamienica                    | ul. Dworcowa 61                       | 1876             | Gustaw Weihe                    | neorenesans                                                         | N                            | ozdobiona gzymsami fasada powstała pod wpływem wzorców włoskiego cinquecenta, okna ujęte pilastrami i zwieńczone trójkątnymi naczółkami. Na parterze od kilku dziesięcioleci działa warsztat i sklep kaletniczy. W 2018 przeprowadzono remont obiektu. |         |  |
| 33. | Gmach Dyrekcji Kolei         | ul. Dworcowa 63                       | 1886-1889        | Martin Gropius, Heino Schmieden | manieryzm niderlandzki                                              | T                            | w latach 1889-1895 siedziba Dyrekcji Pruskiej Kolei Wschodniej, w 1895-1920 okręgowej dyrekcji kolei, w latach 1922–1939 mieściła agendy pomorskiej dyrekcji kolei oraz Centralne Biuro Rozrachunków Zagranicznych PKP, a w latach 1937–1939 dyrekcję Francusko-Polskiego Towarzystwa Kolejowego S.A., które wybudowało (wspólnie z PKP) i zarządzało magistralą węglową Śląsk-Gdynia. |         |  |
| 34. | Budynek Archiwum Państwowego | ul. Dworcowa 65                       | 1871             | Gustaw Weihe                    | eklektyzm                                                           | N                            | wzniesiony jako budynek administracyjno-mieszkalny fabryki Theodora i Adolfa Wulffów, a po jej likwidacji został przejęty na potrzeby działającej w mieście Komisji Generalnej przeprowadzającej reformę rolną na terenie Prus Wschodnich, Zachodnich i Poznańskiego, od 1906 użytkowany jako archiwum akt, od 1924 włączony do sieci państwowych archiwów historycznych; na fasadzie znajduje się tablica pamiątkowa ku czci archiwisty bydgoskiego Zygmunta Malewskiego (1875-1937) |         |  |
| 35. | Kamienica                    | ul. Dworcowa 66                       | 1886             | A. Hardt                        | neorenesans odmiana włoska                                          | N                            | |         |  |
| 36. | Kamienica                    | ul. Dworcowa 67                       | 1912-1913        | Otto Walther                    | modernizm klasycyzujący                                             | N                            | pięciokondygnacyjna kamienica powstała według projektu architekta z Berlina na zamówienie tamtejszego księgarza Ericka Hechta; prace murarskie prowadził Carl Rose. Przed licem fasady zastosowano ryzalit tworzący wrażenie spiętrzenia brył. Nad sienią wjazdową płaskorzeźba indiańskiego jeźdźca na koniu. W dekoracji kamienicy znajdują się również: ryba (symbolizująca właściciela; niem Hecht = szczupak), dziewczyna z XIX w., dziewczyna z rogami, główka dziecka, mężczyzna z królewskimi atrybutami oraz motywy roślinne. Jedna z postaci ma symbolizować lady Godivę. Kamienica, w której znajduje się 11 mieszkań i sześć lokali użytkowych, jest objęta ochroną konserwatorską i w 2016 została wystawiona przez miasto na sprzedaż. Nabywca przeprowadził gruntowny remont wnętrz łącznie z wymianą stropów. |         |  |
| 37. | Kamienica Fritza Heroldta    | ul. Dworcowa 71                       | 1896             | Fritz Weidner                   | funkcjonalizm                                                       | N                            | kamienica spalona w 1945 i odbudowana w 1956 bez zachowania pierwotnego neobarokowego stylu |         |  |
| 38. | Kamienica                    | ul. Dworcowa 73                       | 1911–1912        | Otto Müller                     | neobarok                                                            | N                            | kamienica typu wielkomiejskiego, fasada zorganizowana przez lizeny i kilkukondygnacyjne wykusze |         |  |
| 39. | Kamienica narożna            | ul. Dworcowa 74, róg Matejki          | 1895             |                                 | eklektyzm                                                           | N                            | w latach 1908-1925 Hotel Darheim, obecnie kamienica mieszkalna. Podczas okupacji lokal konspiracyjny „Katakumby” okręgowego szefa wywiadu AK – Franciszka Bendiga |         |  |
| 40. | Kamienica                    | ul. Dworcowa 75                       | 1911–1912        | Otto Müller                     | neobarok                                                            | N                            | kamienica typu wielkomiejskiego, wystrój zachowuje klasycyzującą formę, lecz jednocześnie zrywa z historyzmem poprzez plastyczność i płynność linii elewacji |         |  |
| 41. | Kamienica                    | ul. Dworcowa 76                       | 1860             |                                 | eklektyzm                                                           | N                            | w wystroju fasady kanelowane kolumny |         |  |
| 42. | Kamienica                    | ul. Dworcowa 77                       | 1876             |                                 | eklektyzm                                                           | N                            | Budynek został wzniesiony na planie prostokąta, liczy 3 kondygnacje i poddasze. Dolne pomieszczenia mają charakter suteren, z oknami poniżej poziomu terenu. W północnej części budynku na wysokości piętra umiejscowiono balkon z kutymi balustradami, nad którym znajduje się niewielki wykusz zwieńczony hełmem, podtrzymywany przez dwa atlanty. Kamienica posiada szereg rozbudowanych zdobień w formie naczółków, gzymsów, płaskorzeźb, maszkaronów, pilastrów i konsoli. W 2020 budynek poddano renowacji. |         |  |
| 43. | Hotel Asystenta              | ul. Dworcowa 79                       | 1870, 1971       |                                 | eklektyzm                                                           | N                            | od 1889 Schliep’s Hotel, od 1920 Hotel International, od 1932 Hotel Metropol, obecnie Hotel Asystenta. Kamienicę wzniesiono na planie zbliżonym do litery „L”. Eklektyczny styl wyróżniają motywy zamkowe, występujące zwłaszcza w wyższych partiach budynku. Strzeliste szczyty od strony ul. Dworcowej otaczają z każdej strony zdobienia przypominające niewielkie baszty. Attyka nawiązuje do muru z otworami strzelniczymi. Po 1945 część zdobień usunięto. Na sąsiedniej nieruchomości nr 81 (dzisiejszy wieżowiec byłej „Eltry”) w 1907 mieścił się zakład rozrywkowy „Gambrinus Variete” z ogrodem. |         |  |
| 44. | Wieżowiec dawnej Eltry       | ul. Dworcowa 81                       | 1963             |                                 | modernizm                                                           | N                            | Dawna siedziba zakładów Radiowych Eltra, po upadku przedsiębiorstwa siedziba biur i firm, w 2018 rozpoczęto remont budynku (45 m wysokości, 11 kondygnacji), nadając jego elewacji biało-szary kolor. |         |  |
| 45. | Kamienica                    | ul. Dworcowa 80                       | 1891-1892        |                                 | eklektyzm                                                           | N                            | mieści Nauczycielskie Kolegium Języków Obcych w Bydgoszczy, na fasadzie tablica ku pamięci inż. Ernesta Malinowskiego (1818-1899) |         |  |
| 46. | Kamienica                    | ul. Dworcowa 84                       | 1899             |                                 | eklektyzm                                                           | N                            | Portal ozdobiony kolumnami, fasada rzeźbami |         |  |
| 47. | Hotel Centralny              | ul. Dworcowa 85                       | 1875-1876        | Gustaw Weihe                    | eklektyzm                                                           | N                            | od 1901 Hotel Viktoria (Victoria), od 1920 Hotel Wiktorja, obecnie Hotel Centralny. Skrzydło od ul. Unii Lubelskiej powstało w 1908. |         |  |
| 48. | Kamienica                    | ul. Dworcowa 86                       | 1904             | Rudolf Kern                     | secesja                                                             | N                            | kamienica typu wielkomiejskiego, powstała w tym samym czasie i według projektów tego samego autora, co kamienice przy al. Mickiewicza |         |  |
| 49. | Kamienica                    | ul. Dworcowa 87                       | 1870             |                                 | eklektyzm                                                           | N                            | od 1876 Heise,s Hotel, od 1884 Hoffman,s Hotel, w latach 1887-1939 Hotel Gelhorn, obecnie kamienica mieszkalna. 16 marca 1981 r. o 7.30 chłopscy działacze „Solidarności” rozpoczęli okupację budynku Wojewódzkiego Komitetu Zjednoczonego Stronnictwa Ludowego, domagając się rejestracji NSZZ „Solidarność” Rolników Indywidualnych. Strajk chłopski trwał do 17 kwietnia 1981. |         |  |
| 50. | Kamienica                    | ul. Dworcowa 88                       | 1899             |                                 | neorenesans                                                         | N                            | kamienica pięciokondygnacyjna |         |  |
| 51. | Kamienica                    | ul. Dworcowa 89                       | 1870             |                                 | eklektyzm                                                           | N                            | od 1873 hotel du Nord, od 1875 Riller,s Hotel, od 1898 Hotel Gelhorn, obecnie kamienica mieszkalna. W okresie PRL na szczytowej ścianie od dworca widniał neon promujący atrakcje woj. bydgoskiego. W 2016 powstała tu z kolei trzecia w mieście stylizowana grafika reklamowa, tzw. retrościana. |         |  |
| 52. | Hotel Brda                   | ul. Dworcowa 94                       | 1854, 1972       |                                 | eklektyzm                                                           | N                            | od 1889 Heise’s Hotel, od 1891 Hotel zur Neue Stadt, w latach 1920-1922 Hotel Nowe Miasto, w 1972 zbudowano gmach hotelu „Brda” |         |  |
| 53. | Kamienica                    | ul. Dworcowa 96                       |                  |                                 |                                                                     | N                            | Trzykondygnacyjna kamienica wzniesiona na planie litery C, pełniąca funkcję mieszkalno-usługową. Frontowa część przykryta jest dwuspadowym dachem. Symetryczną elewację zdobią płaskorzeźby, konsole i gzymsy |         |  |
| 54. | Kamienica                    | ul. Dworcowa 98                       | 1894             |                                 | neorenesans                                                         | N                            | od 1894 do 1937 w kamienicy wynajmował pomieszczenia Kolejowy Urząd Pocztowy; posiada liczne zdobienia, m.in. maszkarony |         |  |
| 55. | Kamienica                    | ul. Dworcowa 100                      | 1870             |                                 | eklektyzm                                                           | N                            | w latach 1877–1886 hotel St. Petersburg, obecnie kamienica mieszkalna |         |  |
| 56. | Dworzec Bydgoszcz Główna     | ul. Zygmunta Augusta                  | 1851, 1968, 2015 |                                 | funkcjonalizm                                                       | N                            | najstarszy i największy miejski dworzec kolejowy |         |  |